# 103P/Hartley
103P/Hartley ist ein kurzperiodischer Komet mit einer Umlaufzeit von 6,46 Jahren. Er wurde 1986 von Malcolm Hartley mit dem UK Schmidt Telescope am Siding-Spring-Observatorium entdeckt. Es ist der zweite von Malcolm Hartley entdeckte kurzperiodische Komet, daher wird er auch umgangssprachlich Hartley 2 (ohne 103P) genannt.

## Beobachtung und Erforschung
Beobachtungen des Spitzer-Weltraumteleskops im August 2008 zeigten, dass der Kern des Kometen einen Radius von 0,57 ± 0,08 km und eine Albedo von 0,028 hat. Die Masse des Kometen wird auf ungefähr 3 ∙ 1011 kg geschätzt. Wenn der Kern nicht auseinanderbricht oder mit einem anderen Objekt zusammenstößt, wird er bei seinem momentanen Masseverlust von der Erde aus noch ca. 100 Mal sichtbar sein (das entspricht 700 Jahren).
Am 20. Oktober 2010 flog der Komet in einer Entfernung von 0,12 AE an der Erde vorbei, nur acht Tage vor seinem Periheldurchgang (seiner nächsten Entfernung zur Sonne) am 28. Oktober 2010. Währenddessen konnte der Komet mit einer scheinbaren Helligkeit von etwa 5 mag bei guten Witterungsbedingungen mit bloßem Auge im Sternbild Schwan beobachtet werden. Es wird angenommen, dass Hartley 2 nach dem Durchgang 2010 das nächste Mal am 20. April 2017 das Perihel durchläuft.
Die Raumsonde Deep Impact passierte 103P/Hartley am 4. November 2010 im Rahmen der EPOXI-Mission in einer Entfernung von 700 km.